# ᵢ
Cette page contient des caractères spéciaux ou non latins. S’ils s’affichent mal (▯, ?, etc.), consultez la page d’aide Unicode.
ᵢ, appelée i en indice ou i inférieur, est un symbole de l’alphabet phonétique ouralique de Antti Sovijärvi et Reino Peltola. Il est formé de la lettre i mise en indice.

## Utilisation
Dans la transcription du kutenai, Philippo Canestrelli utilise le i en indice, ainsi que d’autres lettres de voyelles en indice, pour noter une voyelle réduite.
Antti Sovijärvi et Reino Peltola utilisent le i en indice, dans l’alphabet phonétique ouralique, pour noter une prononciation rapprochée du i.

## Représentations informatiques
Le i en indice peut être représenté avec les caractères Unicode suivants (extensions phonétiques) :
| formes       | représentations | chaînes de caractères | points de code | descriptions              | note                            |
| ------------ | --------------- | --------------------- | -------------- | ------------------------- | ------------------------------- |
| modificative | ᵢ               | ᵢ                     | U+1D62         | indice lettre minuscule i | codé pour le symbole phonétique |

## Sources
- (en + la) Philippo Canestrelli et Franz Boas, « Grammar of the Kutenai language », International Journal of American Linguistics, vol. 4, no 1,‎ 1927 (JSTOR 1263357, lire en ligne)
- (en) Finlande, Irlande, Norvège ISO/IEC JTC1/SC2/WG2, Uralic Phonetic Alphabet characters for the UCS, 20 mars 2002 (lire en ligne)
- (fi) Antti Sovijärvi et Reino Peltola, Suomalais-ugrilainen tarkekirjoitus, Helsinki, coll. « Helsingin Yliopiston Fonetiikan Laitoksen Julkuaisua / Publicationes Instituti Phonetici Universitatis Helsingiensis » (no 9), 1970 (1re éd. 1953) (ISSN 0357-5217, lire en ligne)